# Westmeath Provincial Park
Westmeath Provincial Park är en park i Kanada.   Den ligger i provinsen Ontario, i den sydöstra delen av landet, 100 km väster om huvudstaden Ottawa. Westmeath Provincial Park ligger 129 meter över havet.
Terrängen runt Westmeath Provincial Park är platt. Närmaste större samhälle är Pembroke, 15,8 km väster om Westmeath Provincial Park. 
I omgivningarna runt Westmeath Provincial Park växer i huvudsak blandskog. Runt Westmeath Provincial Park är det ganska tätbefolkat, med 60 invånare per kvadratkilometer.